# Василенко, Виктор Николаевич
Виктор Николаевич Василенко (укр. Віктор Васильович Василенко; 6 мая 1923, Кролевец, Черниговская губерния — 17 октября 2004) — советский и украинский врач-онколог. Народный врач СССР (1978).

## Биография
Родился 6 мая 1923 года в Кролевце (ныне в Сумской области Украины).
С детства мечтал стать врачом, но война нарушила его планы. Капитан Василенко воевал на Малой земле, освобождал Украину.
В 1948 году поступил в медицинский институт. После завершения учёбы работал в районной больнице.
С 1958 года — главный врач Днепропетровского областного онкологического диспансера.
Немало сделал для того, чтобы возглавляемый им диспансер был призван показательным по Министерству здравоохранения СССР. Сотни больных благодаря неустанной заботе врачей, получили здесь квалифицированную помощь.
Им опубликовано 26 научных работ.
В 1978 году ему присвоено звание «Народный врач СССР» с выдачей удостоверения и знака № 1.
Как и отец работает радиологом его сын Игорь.
Умер 17 октября 2004 года.

## Награды
- Народный врач СССР (1978);
- Орден Трудового Красного Знамени[3];
- Почётная грамота Президиума Верховного Совета УССР.